# Ghostdini: Wizard of Poetry in Emerald City
Albums de Ghostface Killah
GhostDeini the Great
(2008) Wu-Massacre
(2010)
Singles
1. Baby
Sortie : 2009
2. Forever
Sortie : 2009
3. Let's Stop Playin'
Sortie : 2009
4. Guest House
Sortie : 2009

Ghostdini: Wizard of Poetry in Emerald City est le huitième album studio de Ghostface Killah, sorti le 29 septembre 2009.
Ghostface Killah a annoncé la sortie de cet opus lors d'un interview donnée en mai 2008, le décrivant comme un album d'inspiration RnB, semblable à ses précédentes collaborations avec les artistes Ne-Yo et Jodeci.
L'album s'est classé 3e au Top Rap Albums, 6e au Top R&B/Hip-Hop Albums et 28e au Billboard 200.

## Liste des titres
| No  | Titre                                                    | Contient un (des) sample(s) de                                                   | Durée |
| --- | -------------------------------------------------------- | -------------------------------------------------------------------------------- | ----- |
| 1.  | Not Your Average Girl (featuring Shareefa)               | Drowning in the Sea of Love de Joe Simon Theme From the Planets de Dexter Wansel | 3:48  |
| 2.  | Do Over (featuring Raheem « Radio » DeVaughn)            | You Can't Stop My Love de Norman Feels                                           | 4:35  |
| 3.  | Baby (featuring Raheem « Radio » DeVaughn)               | Grasshoppers de Ryūichi Sakamoto                                                 | 4:12  |
| 4.  | Lonely (featuring Jack Knight)                           | Lonesome, Lonely & Alone de Love, Peace & Happiness                              | 4:34  |
| 5.  | Stapleton Sex                                            |                                                                                  | 2:33  |
| 6.  | Stay                                                     | Stay a Little Longer d'Yvonne Fair                                               | 2:56  |
| 7.  | Paragraphs of Love (featuring Vaughn Anthony et Estelle) |                                                                                  | 3:53  |
| 8.  | Guest House (featuring Fabolous & Shareefa)              | Yacht Club de Rick Ross featuring Magazeen                                       | 4:29  |
| 9.  | Let's Stop Playin' (featuring John Legend)               | Inner City Blues (Make Me Wanna Holler) de Marvin Gaye                           | 4:23  |
| 10. | Forever                                                  | We Will Always Be Together des Whatnauts                                         | 3:41  |
| 11. | I'll Be That (featuring Adrienne Bailon)                 |                                                                                  | 4:09  |
| 12. | Goner (featuring Lloyd)                                  | Watching You de Slave Billie Jean de Michael Jackson                             | 4:54  |
| 13. | She's a Killah (featuring Ron Browz)                     |                                                                                  | 4:03  |
| 14. | Back Like That (Remix) (featuring Kanye West et Ne-Yo)   |                                                                                  | 4:02  |